# Test de Gutzeit
Pour les articles homonymes, voir Gutzeit.
Le test de Gutzeit est un test de détection de l'arsenic reposant sur la réaction de l'arsine avec une bande de papier imprégnée de nitrate d'argent, de chlorure mercurique ou de bromure mercurique. Le test est initié en traitant l'échantillon à analyser à l'acide chlorhydrique ou sulfurique puis en ajoutant du zinc pour former l'arsine si de l'arsenic est présent dans l'échantillon. Les gaz produits lors de la réaction sont dirigés vers un tube desséchant contenant du coton et de la laine de verre imprégnés d'acétate de plomb pour éliminer le sulfure d'hydrogène qui pourrait interférer avec le test puis vers la bande de papier,. Si le test est positif, la bande de nitrate d'argent est initialement colorée en jaune (formation d'AsAg3
,3AgNO3) et devient rapidement noire en présence d'eau (en particulier si la bande est humide) par formation d'argent métallique et les bandes imprégnées des halogénures mercuriques sus-mentionnées prennent une coloration jaune-brun par formation de divers composés de mercure et d'arsenic,.
Permettant des analyses quantitatives plus précises par comparaison à des échantillons connus et plus simples à mettre en place que le test de Marsh, il reste néanmoins sensible aux variations temporelles de couleurs de la bande et à l'appréciation de l'expérimentateur.
Les hydrures de tellure et de sélénium, la phosphine et la stibine peuvent également être détectés par le test de Gutzeit utilisant la bande de bromure mercurique, donnant chacun une coloration similaire à l'arsine. Le test étant cependant moins sensible pour ces composés, il n'est pas utilisé pour des analyses quantitatives concernant le tellure, le sélénium, le phosphore et l'antimoine.